# Dolní sněmovna Spojeného království
Dolní sněmovna (House of Commons) je dolní komora Parlamentu Spojeného království, do kterého dále patří panovník a Sněmovna lordů. Obě sněmovny zasedají ve Westminsterském paláci. Dolní sněmovna je demokraticky volený orgán, který má 650 členů (horní komora 800 členů). Poslanci jsou voleni v jednomandátových volebních obvodech systémem relativní většiny (FPTP).

## Historie
Současný Parlament Spojeného království Velké Británie a Severního Irska má své kořeny v Anglickém parlamentu. Tento parlament se vyvinul z královské rady, středověkého poradního orgánu anglického panovníka. Tato rada se scházela na krátká jednání a jejími členy byli šlechtici a církevní hodnostáři; hlavním úkolem bylo odsouhlasení daní navrhovaných panovníkem.
V parlamentu z roku 1295 (Model Parliament) byli i volení zástupci hrabství a měšťanstva (dva zástupci z každého hrabství i významných měst). V první fázi měli zástupci měšťanstva daleko menší vliv na rozhodování parlamentu. Každý projev nesouhlasu zástupců měst mohl vyústit v to, že panovník zrušil zastoupení konkrétního města v parlamentu. K rozdělení původně jednokomorového parlamentu na dvě komory došlo za vlády Eduarda III. – nižší šlechta a měšťané zasedali v Dolní sněmovně, zatímco církevní hodnostáři a aristokracie ve Sněmovně lordů.

Dolní sněmovna Parlamentu Spojeného království (1834)

I když byla dolní komora podřízena panovníkovi a horní komoře, postupně začali její členové vystupovat se stále větší neohrožeností. Roku 1376 si předseda dolní komory sir Peter de la Mare stěžoval na stále vyšší daně s poukazem na vysoké náklady dvora a kritizoval královské řízení armády. V době vlády Richarda II. se poslanci dolní komory pokusili odvolat některé ministry a požadovali, aby jejich pravomoci byly rozšířeny i na veřejné finance. Rozpory mezi Karlem I. a parlamentem byly tak velké, že v roce 1642 vyústily v občanskou válku, ve které pak v roce 1651 zvítězily síly parlamentaristů.
V 18. století vznikl úřad předsedy vlády a byl ustanoven i mechanismus vyslovení nedůvěry vládě parlamentem. Výrazné změny Dolní sněmovny nastaly v 19. století. Dolní komora navrhla změnu volebních obvodů tak, aby byly odstraněny anomálie v počtu obyvatel jednotlivých volebních obvodů, které znamenaly mimo jiné to, že města s velkým počtem obyvatel měla v parlamentu nepatrné zastoupení. Po nátlaku premiéra, který pohrozil jmenováním mnoha peerů, aby tak změnil poměry v horní komoře, byla tato reforma schválena i Sněmovnou lordů. Postupně došlo i k omezení pravomoci horní komory odmítnout přijetí zákona a byl akceptován politický princip, že k vyslovení nedůvěry vládě má právo pouze Dolní sněmovna.
K další důležité změně v poměru sil obou komor došlo v 20. století. V roce 1909 byl navržen státní rozpočet s výraznými sociálními programy a byly navrženy nové daně, které se týkaly především bohatých vlastníků půdy. Tento návrh byl odmítnut, vláda odstoupila a byly vypsány nové volby. Po volbách v prosinci 1910 vláda Liberální strany navrhla omezení pravomocí Sněmovny lordů a pod pohrůžkou jmenování mnoha nových peerů do horní komory, aby zde tak získala většinu, ho i prosadila. Zákon přijatý roku 1911 tak změnil rovnováhu obou komor a horní komora mohla zdržet přijetí zákona pouze na období tří zasedání sněmovny nebo dvou let. Tím se Dolní sněmovna stala dominantní silou parlamentu.

## Poslanci a volby
Od roku 1948 každý poslanec (Member of Parliament) reprezentuje jeden volební obvod. Volební systém do Dolní sněmovny je většinový – zvolen je kandidát, který v daném obdovu obdrží největší počet hlasů. Všeobecné volby jsou uskutečňovány poté, co panovník rozpustí parlament. Tento termín bývá určen podle doporučení premiéra, standardně bývá vypisován po čtyřech až pěti letech. Parlamentní volby mohou však být kdykoliv, vyjádří-li se proto dvě třetiny poslanců. Přesto termín voleb nesmí překročit pětileté období s výjimkou případu, kdy je funkční období parlamentu prodlouženo zákonem přijatým oběma komorami parlamentu a je schválen panovníkem (například funkční období sněmovny zvolené roku 1935 bylo z důvodu druhé světové války prodlouženo do voleb roku 1945). Poslanci Dolní sněmovny nemohou být nezletilí, členové Sněmovny lordů, vězni a duševně nemocní lidé. Volební právo je omezeno na dospělé osoby trvale žijící ve Spojeném království, občany Spojeného království, Britských zámořských teritorií, Irska a členských států Commonwealthu. Britští občané žijící v zahraničí mají právo volit 15 let po odcestování ze země. Každý volič může volit pouze v jednom volebním obvodu. 
Podle pravidel platných k roku 2023 nesmí na jednoho poslance připadat méně než 69 724 a více než 77 062 voličů. Od poslední úpravy počtu poslanců v roce 2010 je Spojené království rozděleno do 650 volebních obvodů – Anglie do 533, Wales do 40, Skotsko do 59 a Severní Irsko do 18. Velikost obvodů se výrazně liší v závislosti na hustotě obyvatelstva. Nejmenší obvod je Islington North v centru Londýna, který zabírá plochu 7,38 km2; naopak největší obvod je Ross, Skye and Lochaber ležící ve Skotské vysočině, který má rozlohu 12 768 km2. Hranice volebních obvodů jsou průběžně, zhruba každých 8 až 12 let, revidovány čtyřmi stálými a nezávislými Hraničními komisemi – pro Anglii, Wales, Skotsko a Severní Irsko. Hranice by měly korespondovat s hranicemi místní samosprávy, i když tento princip lze porušit, pokud by došlo k velkému nesouladu mezi počty voličů jednotlivých volebních obvodů. Návrh těchto komisí podléhá schválení parlamentu. Podle nových návrhů mají být hraniční komise začleněny do Volební komise.

## Hodnostáři
Poslanci Dolní sněmovny volí předsedajícího (Speaker) na počátku funkčního období nového parlamentu. Pokud je původní předsedající zvolen i do nového parlamentu, může být prohlášen i předsedou nově zvolené dolní komory; jinak je zvolen v tajné volbě. Předseda nemůže zastávat svůj úřad, dokud není schválen panovníkem. Úřad předsedajícího má tři zástupce.
V době řízení schůze sněmovny má předseda oblečen černý ceremoniální plášť. Křeslo, ze kterého řídí jednání, je umístěno v čele sněmovny. Je také předsedajícím komise schvalující pravidla jednání Dolní sněmovny a řídí jednání komory udělováním práva promluvit jednotlivým poslancům. Je zvykem, aby se předsedající a jeho zástupci neúčastnili hlasování a neúčastní se ani jednání jednotlivých politických klubů. Pokud se původní předseda dolní komory uchází o křeslo poslance v nových volbách, velké strany v jeho volebním obvodu proti němu obvykle nestaví svého protikandidáta.
Tajemník Dolní sněmovny je hlavním poradcem pro pravidla jednání sněmovny a vedoucím představitelem exekutivy dolní komory. Je trvalým zaměstnancem, nikoli poslancem. Konzultuje s předsedou sněmovny a doporučuje pravidla jednání dolní komory. Dále podepisuje směrnice, oficiální zprávy z jednání a schvaluje účetnictví. Předsedá managementu dolní komory, který sestává z vedoucích šesti oddělení dolní komory.
Dalším hodnostářem je Královský ceremoniář, jehož povinností je udržovat řád a bezpečnost v dolní komoře. Tento úředník nosí ceremoniální palcát, symbol autority panovníka a Dolní sněmovny. V době jednání komory je palcát položen na stole v Dolní sněmovně.

## Zákonodárná moc
Zákony mohou být navrhovány oběma komorami parlamentu. Svrchovanost Dolní sněmovny v legislativní proceduře je dána zákony, které určují, že některé typy zákonů mohou být předloženy k schválení panovníkem (Royal Assent) bez přijetí těchto zákonů ve Sněmovně lordů. Sněmovna lordů nemůže zpozdit přijetí daňových zákonů (zákony, které se podle mínění předsedajícího Dolní sněmovny výhradně týkají daní nebo veřejných financí) o více než měsíc. Dále Sněmovna lordů nemůže zpozdit přijetí ostatních zákonů o více než dvě parlamentní jednání nebo jeden rok. Tato omezení se týkají pouze zákonů, jejichž návrh vzešel z dolní komory.
Zákon prodlužující funkční období parlamentu nad pět let ale vyžaduje souhlas obou komor parlamentu a souhlas panovníka. Podle zvykového práva také Sněmovna lordů neodmítá přijetí zákonů založených na programovém prohlášení vlády. Dolní sněmovna je tak vlivnější částí parlamentu.